# I. e. 327
Évszázadok: i. e. 5. század – i. e. 4. század – i. e. 3. század
Évtizedek: i. e. 370-es évek – i. e. 360-as évek – i. e. 350-es évek – i. e. 340-es évek – i. e. 330-as évek – i. e. 320-as évek – i. e. 310-es évek – i. e. 300-as évek – i. e. 290-es évek – i. e. 280-as évek – i. e. 270-es évek
Évek: i. e. 332 – i. e. 331 – i. e. 330 – i. e. 329 –  i. e. 328 – i. e. 327 – i. e. 326 – i. e. 325 – i. e. 324 – i. e. 323 – i. e. 322

## Események

### Makedón Birodalom
- Nagy Sándor India meghódítására indul. Északról ismét átkel a Hindukuson, majd kétfelé osztja seregét: a Haibár-hágón áthaladó Hephaisztión és Perdikkasz parancsnokságára bízza a hadsereg málháját, az ostromgépeket pedig magával viszi. Gandhárában ostrommal elfoglalja a bevehetetlennek hitt Aornosz hegyi erődjét.
- Nagy Sándor árulással vádolja és kivégezteti Kalliszthenészt (Arisztotelész unokaöccsét), aki történetíróként követte a hadjáraton.

### Róma
- Lucius Cornelius Lentulust és Quintus Publilius Philót választják consullá. A Neapolisz melletti Paleopolisz görög város zaklatja a campaniabelieket, ezért Róma kártérítést követel; Paleopolisz ezt nem hajlandó megadni, így kitör a háború. Publilius a görögök ellen vonul, míg Cornelius a forrongó szamniszok közelében táborozik. Követséget küldenek a szamniszokhoz, akik elpanaszolják sérelmeiket és megkezdődik a második szamnisz háború. A szamniszok és a campaniai Nola városa hatezer harcost küldenek Paleopolisz segítségére.[1]

## Születések
- Héraklész, Nagy Sándor fia
- Móggaliputta Tissza, indiai buddhista filozófus

## Halálozások
- Kalliszthenész, görög történetíró

## Fordítás
- Ez a szócikk részben vagy egészben  a(z)   327 BC című angol Wikipédia-szócikk ezen változatának fordításán alapul.  Az eredeti cikk szerkesztőit annak laptörténete sorolja fel. Ez a jelzés csupán a megfogalmazás eredetét és a szerzői jogokat jelzi, nem szolgál a cikkben szereplő információk forrásmegjelöléseként.